# Maximilian Schachmann
Maximilian Schachmann (Berlino, 9 gennaio 1994) è un ciclista su strada tedesco che corre per il team Soudal Quick-Step.
Professionista dal 2017, è uno specialista delle prove a cronometro, ma ha ottenuto ottimi risultati anche nelle corse a tappe di una settimana (fra i quali due successi consecutivi alla Parigi-Nizza, nel 2020 e 2021); si è inoltre aggiudicato una tappa al Giro d'Italia 2018, due titoli nazionali in linea e un piazzamento a podio in una classica monumento (terzo alla Liegi-Bastogne-Liegi 2019).

## Palmarès
- 2016 (Klein Constantia)

Campionati tedeschi, Prova a cronometro Under-23
3ª tappa Giro della Valle d'Aosta (Quincinetto > Piani di Tavagnasco)
3ª tappa Tour Alsace (Ribeauvillé > Lac Blanc)
Classifica generale Tour Alsace
- 2018 (Quick-Step Floors, tre vittorie)

6ª tappa Volta Ciclista a Catalunya (La Pobla de Segur > Torrefarrera)
18ª tappa Giro d'Italia (Abbiategrasso > Prato Nevoso)
2ª tappa Giro di Germania (Bonn > Treviri)
- 2019 (Bora-Hansgrohe, sei vittorie)

5ª tappa Volta Ciclista a Catalunya (Puigcerdà > Sant Cugat del Vallès)
Gran Premio Industria e Artigianato
1ª tappa Giro dei Paesi Baschi (Zumarraga > Zumarraga, cronometro)
3ª tappa Giro dei Paesi Baschi (Sarriguren > Estíbaliz)
4ª tappa Giro dei Paesi Baschi (Vitoria > Arrigorriaga)
Campionati tedeschi, Prova in linea
- 2020 (Bora-Hansgrohe, due vittorie)

1ª tappa Parigi-Nizza (Plaisir > Plaisir)
Classifica generale Parigi-Nizza
- 2021 (Bora-Hansgrohe, due vittorie)

Classifica generale Parigi-Nizza
Campionati tedeschi, Prova in linea
- 2023 (Bora-Hansgrohe, una vittoria)

3ª tappa Sibiu Cycling Tour (Brezoi > Păltiniș)
- 2025 (Soudal Quick-Step, due vittorie)

1ª tappa Giro dei Paesi Baschi (Vitoria-Gasteiz > Vitoria-Gasteiz, cronometro)
Campionati tedeschi, Prova a cronometro

### Altri successi
- 2016 (Klein Constantia)

Classifica giovani Tour Alsace
- 2018 (Quick-Step Floors)

Campionati del mondo, Cronosquadre
- 2019 (Bora-Hansgrohe)

Classifica a punti Giro dei Paesi Baschi

## Piazzamenti

### Grandi Giri
- Giro d'Italia

2018: 31º
2024: 45º
- Tour de France

2019: non partito (14ª tappa)
2020: 57º
2022: 45º
2025: 68º
- Vuelta a España

2021: non partito (13ª tappa)

### Classiche monumento
- Milano-Sanremo

2021: 14º
2025: 33º
- Giro delle Fiandre

2020: 98º
- Liegi-Bastogne-Liegi

2018: 35º
2019: 3º
2020: ritirato
2021: 9º
2025: 92º
- Parigi-Roubaix

2021: 77º
- Giro di Lombardia

2019: 73º
2020: 7º

### Competizioni mondiali
- Campionati del mondo

Limburgo 2012 - Cronometro Juniores: 3º
Limburgo 2012 - In linea Juniores: 86º
Toscana 2013 - Cronometro Under-23: 12º
Ponferrada 2014 - Cronometro Under-23: 5º
Richmond 2015 - Cronometro Under-23: 2º
Richmond 2015 - In linea Under-23: 65º
Doha 2016 - Cronometro Under-23: 2º
Doha 2016 - In linea Under-23: 50º
Innsbruck 2018 - Cronosquadre: vincitore
Innsbruck 2018 - Cronometro Elite: 11º
Innsbruck 2018 - In linea Elite: ritirato
Imola 2020 - In linea Elite: 9º
Fiandre 2021 - In linea Elite: ritirato
Zurigo 2024 - Cronometro Elite: 23º
Zurigo 2024 - Staffetta mista: 2º
Zurigo 2024 - Cronometro Elite: ritirato
- Giochi olimpici

Tokyo 2020 - In linea: 10º
Tokyo 2020 - Cronometro: 15º
Parigi 2024 - Cronometro: 9º
Parigi 2024 - In linea: 28º

### Competizioni continentali
- Campionati europei

Offida 2011 - In linea Juniores: 29º
Goes 2012 - Cronometro Juniores: 9º
Goes 2012 - In linea Juniores: 110º
Olomouc 2013 - Cronometro Under-23: 9º
Olomouc 2013 - In linea Under-23: ritirato
Nyon 2014 - Cronometro Under-23: 5º
Nyon 2014 - In linea Under-23: 88º
Tartu 2015 - Cronometro Under-23: 3º
Tartu 2015 - In linea Under-23: 34º
Glasgow 2018 - Cronometro Elite: 3º